# Heliogomphus blandulus
Heliogomphus blandulus är en trollsländeart som beskrevs av Maurits Anne Lieftinck 1929. Heliogomphus blandulus ingår i släktet Heliogomphus och familjen flodtrollsländor. Inga underarter finns listade i Catalogue of Life.